# Mölndal (stacja kolejowa)
Mölndal – stacja kolejowa w Mölndal, w regionie Västra Götaland, w Szwecji. Zwane jest także jako: Knutpunkt Mölndalsbro. Jest to ważny węzeł komunikacyjny Västtrafik, obsługujący 3,5 mln pasażerów rocznie. Głównym elementem jest 500-metrowy most zbudowany w latach 70. nad autostradą E6/E20 i nad Västkustbanan. W związku z budową węzła przesiadkowego most został poszerzony w celu budowy przystanków po północnej stronie. 
Węzeł skupia zarówno komunikację kolejową (pociągi podmiejskie Göteborgs pendeltåg, regionalne i Öresundståg), komunikację tramwajową (pętla linii 2 i 4) oraz kilka linii autobusowych. 

## Linie kolejowe
- Västkustbanan